# За синіми дверима (роман)
«За синіми дверима» - пригодницький фантастичний роман для підлітків польського письменника Марціна Щигельського, виданий 2010 року в Польщі. В 2012 року внесений до Почесного списку Міжнародної ради з дитячої та юнацької книги (IBBY).

## Сюжет
Дванадцятирічний Лукаш їде з мамою на омріяні канікули. Дорогою вони потрапляють в аварію, після якої хлопець опиняється в лікарні, а згодом – у своєї тітки, яка живе в невеликому приморському містечку. Лукаш не може звикнути до нового життя: він не знаходить спільної мови ані з тіткою, ані з іншими дітьми. Почувається самотнім і мріє повернутися до колишнього життя. Якось Лукаш випадково виявляє, що сині двері в тітчиному пансіоні провадять до іншого світу. Казково-прекрасного, таємничого і, здається, безпечного. Та невдовзі хлопець переконається, що це зовсім не так. Разом з колишніми недругами, Кроликом, Монікою та Блішкою йому доведеться рятувати світ від потворного Кривавця...

## Ідея книги
(Увага: спойлер!) Роман «За синіми дверима» торкається проблеми людей, що лежать у комі. Також обговорюється тема емоційної травми дитини із неповної родини, її туги за відсутнім батьком та підсвідомої відчайдушної спроби пояснити його відсутність, а також це виправдати. Другорядною, але не менш важливою темою роману є застереження проти сліпої віри людини в нові технології, зокрема в безвідповідальне застосування досягнень генетики (аналогія срібного світу за синіми дверима).

## Нагороди та відзнаки
2011 - Duży Dong - 1-а премія професійного журі в конкурсі «Dong» (раніше «Дитячий бестселер року»), організована польською секцією IBBY - Міжнародної ради з дитячої та юнацької книги.
2011 - Особлива відзнака дитячого журі в конкурсі «Dong» (раніше «Дитячий бестселер року»), організованому польською секцією IBBY - Міжнародною ради з дитячої та юнацької книги.
2011 - 2-а премія у ІІІ Конкурсі дитячої літератури ім.Галини Скробішевської та внесення роману до Списку скарбів Музею дитячої книги.
2012 - увійшов до Почесного списку Міжнародної ради з дитячої та юнацької книги (IBBY).

## Українське видання
Марцін Щигельський. За синіми дверима / переклад з польської Божени Антоняк. - Львів: Урбіно, 2017. - 232 с. ISBN: 978-966-2647-44-0

## Екранізація
2016 - За синіми дверима, реж. Маріуш Палей

## Додаткова інформація
Роман «За синіми дверима» увійшов до шкількної програми Польщі для позакласного читання у 5-му класі. А уривки роману ввійшли до підручника з польської мови для 5-х класів.